# 18 Pegasi
18 Pegasi är en blåvit jätte i stjärnbilden Pegasus.
18 Pegasi har visuell magnitud +6,00 och är svagt synlig för blotta ögat vid god seeing. Den befinner sig på ett avstånd av ungefär 1070 ljusår.